# 柯仁堅
柯仁堅（1970年12月5日—），台灣高雄人，高雄中學、台灣大學法律系畢業，濁水溪公社樂團主唱兼吉他手。

## 音樂方面
在濁水溪公社裡面，柯仁堅的創作風格比較文藝，但現場表演風格卻極為暴力、隨性。在台上經常有非常重要而且切合時事的「口白」，成為樂迷爭相傳誦的經典，表演方式讓即使語言不通的外國人也能探究其創作精髓。現今台灣樂團裡面，自詡為「台客」樂團的，皆受到濁水溪公社以及柯仁堅的影響。
2016年9月26日，其濁水溪公社經典作品農村出代誌也被饒舌歌手顏冠希JY取樣，創作"農村無代誌"饒舌歌曲，柯仁堅也有現身拍攝MV，扮演黑社會老大一角。

## 參與電影演出
- 1997年：「給逃亡者的恰恰（電影）」〔導演/王財祥〕
- 2001年：「爛頭殼」紀錄片〔導演/毛致新、陳德政〕
- 2012年：「命運狗不理（電影）」〔導演/李天爵〕
- 2013年：「天后之戰（電影）」〔導演/林立書〕
- 2013年：「從南方來的聲音II」紀錄片（HVQ Pictures）〔導演/關奕威〕
- 2013年：「總舖師 (電影)」〔導演/陳玉勳〕
- 2015年：「菜鳥 (電影)」〔導演/鄭文堂〕
- 2017年：「衝組」〔導演/鄭文堂〕
- 2020年：「同學麥娜絲」〔導演/黃信堯〕

## 參與電視劇演出
- 2021年：YouTube、公視「國際橋牌社2」〔導演/林龍吟、林世章〕